# Ăn thịt trẻ em

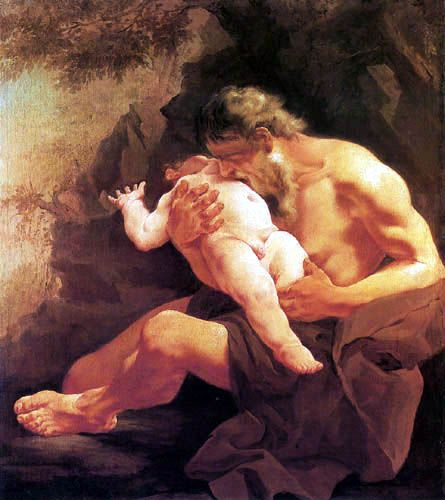
Saturn ăn con trai mình, tranh của Giambattista Tiepolo, 1745.

Ăn thịt trẻ em đồng loại hay ăn thịt bào thai đồng loại là trường hợp mà một người có hành vi ăn thịt trẻ em hoặc bào thai cùng đồng loại.

## Trường hợp hiện đại

### Trung Quốc
Tranh cãi đã nổ ra khi nghệ sĩ biểu diễn Chu Dục tuyên bố rằng anh đã chế biến, nấu chín và ăn thịt người thật, bao gồm cả bào thai, như một màn biểu diễn nghệ thuật. Buổi biểu diễn được gọi là Ăn thịt người, và anh đã tuyên bố rằng là để phản đối việc ăn thịt đồng loại. Nó được coi là màn "nghệ thuật gây sốc". Anh đã dàn dựng buổi trình diễn để có thể biểu diễn ở nước ngoài. Bộ Văn hóa Trung Quốc viện dẫn mối đe dọa đối với trật tự xã hội và sức khỏe tinh thần của người dân Trung Quốc, cấm các cuộc triển lãm liên quan đến văn hóa, ngược đãi động vật, xác chết, bạo lực, tình dục công khai và Chu Dục đã bị truy tố vì những việc làm của mình.
Snopes và các trang truyền thuyết đô thị khác cho biết "bào thai" mà Chu Dục sử dụng rất có thể được làm từ cơ thể một con vịt và một cái đầu búp bê. Những hình ảnh khác từ một cuộc triển lãm nghệ thuật khác đã bị lưu hành sai sự thật cùng với những bức ảnh của Chu Dục và được cho là bằng chứng của món súp bào thai.
Các nhà phê bình coi việc tuyên truyền những tin đồn này là một hình thức "bôi nhọ đẫm máu" (blood libel), tức buộc tội kẻ thù ăn thịt trẻ em và cáo buộc các quốc gia sử dụng điều này như một đòn bẩy chính trị.

### Hàn Quốc
Những viên thuốc con nhộng chứa đầy thịt trẻ em ở dạng bột đã bị thu giữ bởi chính phủ Hàn Quốc từ những người dân tộc Triều Tiên sống ở Trung Quốc, khi họ cố gắng buôn lậu chúng vào Hàn Quốc và tự mình tiêu thụ những viên nang đó hoặc phân phối chúng cho các công dân Triều Tiên của Trung Quốc đang sống ở Hàn Quốc. Các chuyên gia sau đó đã gợi ý rằng những viên thuốc này thực sự được làm từ nhau thai trẻ sơ sinh để phục vụ cho quá trình sinh nở qua nhau thai ở người.

## Châm biếm
Bài báo châm biếm năm 1729 của Jonathan Swift mang tựa đề "Một đề xuất khiêm tốn để ngăn chặn những đứa con của những người nghèo ở Ireland trở thành gánh nặng cho cha mẹ hoặc đất nước của chúng, và để làm cho chúng có lợi cho công chúng" đã đề xuất việc sử dụng một hệ thống kinh tế dựa trên việc những người nghèo bán đi những đứa trẻ để ăn thịt chúng, tuyên bố rằng điều này sẽ có lợi cho nền kinh tế, giá trị gia đình và hạnh phúc chung của Ireland. Mục tiêu châm biếm của Swift là chủ nghĩa duy lý của kinh tế học hiện đại, cũng như sự phát triển của các phương thức tư duy duy lý.

## Trong văn hóa đại chúng
- Trong Dumplings của Trần Quả, bào thai được tiêu thụ với niềm tin cho rằng chúng có đặc tính trẻ hóa.
- Trong bộ phim ma Đài Loan, The Heirloom (2005), những đứa trẻ đã chết hoặc bị phá thai được giữ trong những chiếc bình và lấy máu để nuôi 'những con ma trẻ tuổi' (chúng được ban cho sức mạnh tự rút máu).
- Bài hát "Umbrella" của ban nhạc rock Nhật Bản Dir en grey nói về hành vi ăn thịt đồng loại ở trẻ em.
- Trong cuốn tiểu thuyết The Road của Cormac McCarthy, hai cha con gặp phải một gia đình đang tiêu thụ thai nhi.
- Trong bộ phim hài nổi tiếng Austin Powers: The Spy Who Shagged Me, nhân vật Fat Bastard được biết đến với nỗi ám ảnh về việc ăn thịt trẻ sơ sinh.
- Trong một tập phim của South Park có tựa đề Krazy Kripples, Christopher Reeve được cho thấy đang ăn bào thai để lấy lại khả năng vận động cũng như trở nên mạnh mẽ hơn (ám chỉ châm biếm đến các vai diễn của anh như Superman, chứng liệt ngoài đời thực của nam diễn viên và sau đó là vận động cho việc nghiên cứu tế bào gốc bào thai).
- Trong một tập của Robot Chicken, "Nutcracker Sweet", Walt Disney được hồi sinh với mục đích duy nhất là ăn thịt trẻ em Cuba. Sau khi xem bản tin về vụ trục xuất Elian Gonzales, Disney bắt đầu tìm kiếm để ăn thịt cậu bé.
- Trong The Walking Dead của Robert Kirkman và bản chuyển thể live-action, một nhóm người sống sót tự xưng là "Thợ săn" đã quay sang ăn thịt con của họ để tồn tại trong thời buổi tận thế, mặc dù không phải là họ không tỏ ra hối hận.
- Trong Nanny McPhee, đứa con út (là một em bé) trong gia đình Brown, Aggie, được cho là do Nanny McPhee nấu và cho những đứa trẻ khác trong gia đình ăn. Tuy nhiên, điều này không đúng, vì họ sớm phát hiện ra rằng Aggie vẫn an toàn và thứ họ ăn thực chất là gà.